# 普尔瓦里亚
普尔瓦里亚（Phulwaria），是印度北方邦Varanasi县的一个城镇。总人口11732（2001年）。

## 人口
该地2001年总人口11732人，其中男性6362人，女性5370人；0—6岁人口1510人，其中男750人，女760人；识字率66.02%，其中男性为75.26%，女性为55.08%。